# Le poète russe préfère les grands nègres
Le poète russe préfère les grands nègres (titre original : Э́то я, Э́дичка, Eto ya, Editchka, en français : « C'est moi, Eddie ») est un roman autobiographique d'Édouard Limonov, publié en 1976.

## Résumé
Ce premier roman relate la vie que l'auteur mena à New York après avoir été expulsé d'Union soviétique.
Il montre notamment les revers de la liberté : après avoir été un dissident célèbre et célébré dans l'Amérique anti-communiste, il se retrouve sans le sou après que sa compagne l'a quitté. Il bénéficie d'une maigre pension pour s'installer dans un hôtel sordide, et commence à visiter les bas-fonds new-yorkais. Il découvre notamment l'amour homosexuel.
Le livre s'est vendu à plus d'un million d'exemplaires dans le monde.

## Éditions françaises
- Le poète russe préfère les grands nègres, traduit du russe par Emmanuelle Davidov, Paris, Ramsay, 1980  (ISBN 2-85956-191-9) ; réédition, Paris, Flammarion, 2012  (ISBN 978-2-0812-8207-0)